# خالد المشيقح
خالد بن علي بن محمد بن حمود بن علي المشيقح هو عالم دين سني سعودي وفقيه من مواليد مدينة بريدة في القصيم في السعودية.

## الحياة العلمية
بدأ تعليمه الابتدائي في مدرسة الفيصلية في بريدة وبعد أن تخرج منها التحق بالمعهد العلمي التابع لجامعة الإمام محمد بن سعود الإسلامية وتخرج من المرحلة المتوسطة بتقدير امتياز ثم اجتاز المرحلة الثانوية وتخرج منها بتقدير امتياز ثم بعد ذلك التحق بكلية الشريعة بالقصيم وتخرج منها بتقدير امتياز فعُيّن معيدًا بنفس الكلية ثم التحق بكلية الشريعة في الرياض قسم الدراسات العليا فنال درجة الماجستير بتقدير امتياز ثم التحق بالمعهد العالي للقضاء في جامعة الإمام محمد بن سعود الإسلامية فنال درجة الدكتوراه بتقدير امتياز مع مرتبة الشرف الأولى ثم بعد ذلك واصل في ما يتعلق بالدرجات العلمية فحصل على درجة أستاذ مشارك من جامعة الإمام محمد بن سعود الإسلامية وحصل على درجة أستاذ كرسي من جامعة الملك سعود.

## مشايخه
- الشيخ محمد بن صالح العثيمين حضر دروسه من عام 1406 هـ إلى أن توفي وحضر عنده الدروس الشرعية مثل علم العقيدة والفقه والحديث.
- الشيخ عبد العزيز بن باز.
- الشيخ عبد الله بن صالح الفوزان.
- الشيخ عبد الله بن عبد الرحمن الغديان.
- الشيخ عبد الله بن إبراهيم القرعاوي.
- الشيخ محمد المرشد.
- الشيخ علي الزامل.[3]

## المؤلفات
- فقه الاعتكاف.
- أحكام اليمين.
- أحكام الظهار.
- حاشية الروض المُرْبِع يقع في سبع مجلدات.
- تحقيق كتاب عمدة الفقه.
- مختصر فقه العبادات.
- أحكام الصيام.
- أحكام الزكاة.
- شرح نواقض الإسلام.
- كتب تحت الطبع:
- شرح الورقات للجويني.
- شرح زاد المستقنع للحجّاوي.
- شرح منار السبيل.
- شرح منظومة ابن عثيمين.[4][5][6]